# Вредители сельскохозяйственных растений
Вредители сельскохозяйственных растений — животные, повреждающие культурные растения или вызывающие их гибель. Ущерб, причиняемый вредителями и болезнями растений, велик: по данным Организации по продовольствию и сельскому хозяйству (ФАО) ООН, потери ежегодно составляют примерно 20—25 % потенциального мирового урожая продовольственных культур. Наибольший ущерб урожаю наносят насекомые, что объясняется прежде всего их биологическими особенностями, обилием видов, высокой плодовитостью и быстротой размножения. Вредных насекомых и клещей классифицируют по группам повреждаемых ими культур — вредители хлебных злаков, вредители овощных культур и т. д. Для борьбы с вредителями проводят систему мероприятий, включающую различные методы, направленные прежде всего на решение профилактических задач.